# Yelicones pilops
Yelicones pilops är en stekelart som beskrevs av Donald L.J. Quicke och Kruft 1995. Yelicones pilops ingår i släktet Yelicones och familjen bracksteklar. Inga underarter finns listade i Catalogue of Life.